# کامپتون مکنزی
کامپتن مکنزی (انگلیسی: Compton Mackenzie؛ ۱۷ ژانویهٔ ۱۸۸۳ – ۳۰ نوامبر ۱۹۷۲) نویسنده، سیاست‌مدار و فیلم‌نامه‌نویس اهل بریتانیا بود. وی بین سال‌های ۱۹۰۷ تا ۱۹۷۱ میلادی فعالیت می‌کرد. او از طرفداران استقلال اسکاتلند و از مؤسسان حزب ملی اسکاتلند در ۱۹۲۸ بود. از آثار او می‌توان به ویسکی به وفور (۱۹۴۷) اشاره کرد.
او در ۱۹۵۲ نشان شوالیه را دریافت کرد.